# Jönköpings IK
Jönköpings IK är en innebandyklubb i Jönköping.
I dag är Jönköpings Innebandyklubb en av de största innebandyklubbarna i Småland och en av de största i Sverige. Föreningen har anor sedan innebandys tidiga år och klubben har alltid haft representationslag på herrsidan i den högsta nationella serien med SM-silver 1986, 1988 och 1990, SM-brons 1987, 1989 och 1991 och en mängd turneringsvinster som bästa resultat.

## Historik
Jönköpings Innebandyklubb, eller JIK som föreningen kallas i folkmun, bildades den 9 mars 1985 efter en sammanslagning av Jönköpings två bästa klubbar, SMU Immanuelskyrkan och Munksjöskolan.
Den definitiva sammanslagningen skedde på en cup i Motala när man valde Johan Bernhardsson till föreningens första ordförande. Åter därpå gick herrlaget upp till högsta serien och där har man fram till 2009 då laget för första gången åkte ur högsta serien.
Viljorna var starka i de två Jönköpingslagen, så när man skulle bestämma vilken färg föreningen skulle ha tog man till ett annorlunda knep. Varje kille fick klippa ut en färgad tygbit som man samlade i en hög. Därefter kastade man upp högen i luften och den tygbit som först kom ner valde man. Det blev rött.
I slutet av 1980-talet startade JIK ett damlag efter ett ökat intresse bland tjejer. Ganska snart visade man framfötterna och redan efter två år var man uppe i elitserien. Sagan tog dock slut tio år senare, då damerna åkte ur högsta serien 1999. Spelarflykten blev så stor att styrelsen beslutade att man skulle lägga ner damsektionen eller åtminstone lägga verksamheten på is och flytta över juniorverksamheten till ungdomssektionen till vidare.
År 2002 startade dock JIK en damsektion igen. JIK:s ungdoms- och juniortjejer hade blivit äldre och intresset ökade igen så man startade ett damlag i division 4.
De första ungdomslagen i JIK startades i mitten och slutet av 1980-talet och tillströmningen av ungdomar har ständigt ökat sedan dess. Idag har JIK nästan 450 aktiva ungdomar fördelade på ca 14 ungdomslag.

### Fotnoter
1. ↑  ”SM, seniorer”. Svenska Innebandyförbundet. Arkiverad från originalet den 17 april 2015. https://web.archive.org/web/20150417005338/http://innebandy.se/sv/StatistikHistorik/SM-medaljer-genom-tiderna/SM-seniorer/. Läst 24 januari 2015.
2. ↑  ”Historia”. Jönköpings IK. Arkiverad från originalet den 31 mars 2008. https://web.archive.org/web/20080331001221/http://www.jik.se/klubben/historia/. Läst 24 januari 2015.